# Distretto di Zalaegerszeg
Il distretto di Zalaegerszeg (in ungherese Zalaegerszegi járás) è un distretto dell'Ungheria, situato nella provincia di Zala.